# Raydale Park
Le Raydale Park est un stade de football construit en 1946, et situé à Gretna.

## Histoire
De 1946 à 2008, il est le stade de l'équipe écossaise de Gretna, avant de devenir celui de Gretna 2008 (en), après la liquidation du premier club.
Bien que Gretna soit situé en Écosse, le Gretna FC joue en non league en Angleterre de 1946 jusqu'en 2002, date à laquelle il rejoint la Scottish Football League, après la dissolution du club d'Airdrieonians.
Le club enchaîne alors les succès et les promotions, jusqu'à arriver en Scottish Premier League en 2007-08. Toutefois, comme le Raydale Park ne satisfait pas aux critères pour accueillir des matches de Scottish Premier League, le club doit jouer cette saison-là au Fir Park de Motherwell, à 240 kilomètres de Gretna. Cela est également le cas lors de la Coupe UEFA 2006-07, qui voit Gretna affronter le club de Derry City.
Après la liquidation du Gretna FC, les supporteurs fondent un nouveau club, le Gretna 2008 (en), qui joue tout d'abord au Everholm Stadium (en) d'Annan. Le council area de Dumfries and Galloway, propriétaire du stade, songe alors à le vendre à des promoteurs pour une totale reconversion, mais les nouveaux acquéreurs, Sawtry (IoM), trouvent un accord avec Gretna 2008 (en), pour qu'ils y jouent leurs matches à domicile.
En mai 2011, Sawtry vend le stade au Raydale Community Partnership, une structure publique-privée, qui y confirme la résidence du Gretna 2008 (en).

### Cynodrome pour lévriers
Une piste de course de lévriers est construite autour du terrain juste après la Seconde Guerre mondiale. Les courses avaient lieu le mercredi à 19h30 et consistaient en des courses à cinq chiens (au lieu des courses normales à six chiens) sur 300 et 480 mètres. Les courses se sont poursuivies pendant quarante ans jusqu'au désir du Gretna FC d'augmenter la taille du terrain en 1985. L'exploitation de lévriers appartenant à James Norman et ses fils est alors déplacée vers une nouvelle piste spécialement construite appelée le Halcrow Stadium à l'ouest de Gretna.